# Jasper Forks
Jasper Forks – projekt dwóch niemieckich DJ-ów/producentów muzycznych, który powstał w roku 2010. Projekt tworzą Alex Christensen oraz Money-G. Pierwszy ich singiel, River Flows In You, został wydany w 2010 roku.

## Dyskografia[1]

### Single
- River Flows In You (2010)
- Alone (2011)
- More Than This (2011)
- River Flows in You 2012 (2011)
- This Club Is a Wonderland (2012)
- J'aime le diable (2013)
- Another sleepless night (2014)
- Awesome (2016)
- Like Butterflies (2018)